# ウラジーミル・チーホノフ
ウラジーミル・イリイチ・チーホノフ（ロシア語: Влади́мир Ильи́ч Ти́хонов, ラテン文字転写: Vladimir Ilich Tikhonov, 1947年1月1日 - ）は、ロシアの政治家。元イワノヴォ州知事。ロシア連邦共産党に所属していた。
1990年代に、ロシアの航空会社アエロフロート社で支配人として勤務。アエロフロート社の近代化に尽力した。しかし、ボリス・ベレゾフスキーがアエロフロート社の大株主となり、解雇された。
チーホノフは共産党の有力な幹部となり、党中央委員会議長に選出された。また、イワノヴォ州知事に就任した。2003年ロシア下院選挙における共産党の敗北を受けてゲンナジー・ジュガーノフの党首交代を要求し、チーホノフは議長から解任された。2004年7月3日第10回党大会では、チーホノフら反主流派が分裂し別の会場で「党大会」を開催した。同年8月、ロシア司法省は、チーホノフ側を正統ではないとして、共産党として登録することを拒否したことを表明したが、チーホノフは、共産党の名を冠する党を結成した。